# 布里切尼
布里切尼是摩爾多瓦的城市，也是布里切尼區的首府，位於該國北部，距離首都基希涅夫230公里，面積10平方公里，2014年人口7,314，其中約一半居民是烏克蘭人。

## 外部連結
- 1930 Romanian census
- briceni.at.ua （页面存档备份，存于）
- 'Jewish Cemetery'